# Dawson Leery
(Dawson a Joey nell'episodio Per sempre (Parte 2))
Dawson Wade Leery è il protagonista del telefilm drammatico Dawson's Creek, è interpretato da James Van Der Beek e doppiato nella versione italiana da Francesco Pezzulli.

## Descrizione del personaggio
Il personaggio di Dawson è un po' atipico rispetto al classico adolescente, è molto riflessivo e pacato e per niente impulsivo, cresciuto nella cittadina di Capeside in Massachusetts, figlio di Gail e Mitch, i suoi migliori amici dall'infanzia sono Pacey Witter e Joey Potter, con quest'ultima in particolare è unito da un legame molto profondo, più volte ha definito Joey la persona più importante della sua vita, il loro vicendevole affetto rappresenta per Dawson un elemento irrinunciabile. Il primo amore di Dawson è stata Jen Lindley, ragazza che si trasferisce a Capeside da New York, tuttavia Dawson comprende poi che il suo grande amore è Joey, la quale è sempre stata innamorata di lui senza che Dawson ne fosse consapevole, ma quando lui comprende di ricambiarla inizia la loro tormentata storia d'amore, che rappresenta il principale fulcro narrativo della serie.
Dawson vive per il cinema, lo ama fin da bambino, è un ragazzo ambizioso e determinato, ciò a cui mira è diventare un regista, uno dei suoi passatempi preferiti è guardare film nella sua camera da letto (anche in compagnia degli amici, in primis Joey) è una passione che lo assorbe quasi completamente, al contrario non gli piacciono le serie televisive. Il regista che da sempre è il suo grande idolo è Steven Spielberg, ma ammira anche altri registi quali Frank Capra e Cameron Crowe, nei film ama trovare dei parallelismi con la vita, ciò che gli piace delle pellicole è il fatto che esse sono il simbolo di una narrativa ben costruita, a detta di Joey è il senso di completezza che spinge Dawson a provare fascino per i film dato sono costituiti da un inizio, un seguito e una conclusione, tuttavia a Dawson talvolta piace girare anche dei documentari e interviste. Non è mai stato un appassionato di musica, tuttavia da ragazzino amava ascoltare i Beetles, nella quarta stagione si è dedicato per un breve periodo alla fotografia.
All'inizio della serie ciò che distingue Dawson è la sua ingenuità e il bisogno di dover controllare ogni aspetto della propria vita, giudicando il mondo da una prospettiva immatura ed egocentrica condizionata solo dalle sue scarse esperienze, benché sia un ragazzo passionale che crede in valori quali l'amore e il romanticismo, avverte il bisogno di dover dare un senso razionale ai sentimenti, nelle prime stagioni viene soprattutto sottolineato come il suo desiderio di perfezione non possa conciliarsi con il percorso della propria crescita e con gli ostacoli della vita (ad esempio le prime delusioni amorose con Jen e Joey e il divorzio dei propri genitori) tuttavia col progredire della trama diventa più cinico e disilluso, ma senza perdere la speranza e il desiderio di inseguire ciò che ama e lo appassiona, Dawson è fondamentalmente un ragazzo sensibile, altruista e con un buon cuore. Riscuote successo con le ragazze, per lui sia in amicizia che in amore è indispensabile essere sempre onesti gli uni con gli altri.
Nonostante egli sia il protagonista della serie egli è assente in 6 episodi della serie.

## Biografia

### Prima stagione
Dawson inizia a sperimentare l'amore quando conosce Jen, si è appena trasferita da New York andando a vivere con la nonna Evelyn, nella casa accanto a quella di Dawson, egli appena la vede si innamora perdutamente di lei, senza rendersi conto che ciò scatena la gelosia di Joey, lui la vede come la sua migliore amica, ignora che in realtà è innamorata di Dawson che per testardaggine rifiuta la sola idea che lui e Joey possano essere più che semplici amici. Dawson si mette a corteggiare Jen, la quale inizia a ricambiare i suoi sentimenti, i due si mettono insieme, ma quando Dawson scopre che Jen, prima di trasferirsi a Capeside, viveva di droghe e promiscuità, non riesce più ad affrontare il loro rapporto con serenità, infatti non pare tanto innamorato di lei quanto invece dell'idea di poter vivere una storia d'amore romantica ma soprattutto perfetta, Dawson è infatti ossessionato dall'idea di trasformare la propria vita in un film. Jen lo lascia quando capisce che Dawson non è capace di accettare il suo passato fin troppo problematico, inoltre scopre che la madre tradisce Mitch con un altro uomo, quest'ultimo lo viene a sapere dalla moglie e ciò devasta il loro matrimonio. Dawson, benché all'inizio volesse riconquistare Jen, non può continuare a ignorare quello che prova per Joey, l'amicizia che li unisce si sta trasformando in amore, e sebbene Jen desiderasse tornare con lui, Dawson capisce che la sola che lui ama veramente è Joey.

### Seconda stagione
Ormai Dawson e Joey sono una coppia, benché tra lui e Jen ci sia ancora dell'attrazione, tuttavia sebbene il legame con Joey, quando era caratterizzato dalla semplice amicizia è sempre stato molto forte, il loro amore al contrario si rivela fragile e incostante: Joey infatti non si sente compresa dal suo fidanzato, avverte la necessità di dare una svolta alla propria vita ritenendo che per troppo tempo si è identificata unicamente nell'amore che prova per Dawson, tanto da lasciarlo nel tentativo di provare a essere indipendente, oltre dal fatto che ha iniziato a provare attrazione per Jack McPhee, un compagno di scuola. Joey si mette con Jack, mentre la vita di Dawson cade a pezzi dato che i suoi genitori hanno deciso di divorziare, Mitch infatti non riesce a superare il fatto che la moglie lo abbia tradito, in questo momento così difficile Dawson trova rifugio nell'amicizia di Jen. Quando Jack confessa a Joey di essere gay, ciò pone inevitabilmente fine alla loro relazione, a ridosso di ciò Joey e Dawson tornano insieme anche perché non avevano mai smesso di amarsi, adesso il loro amore pare aver trovato un equilibrio migliore. Purtroppo Dawson scopre che Mike, il padre di Joey, traffica droga, per evitare che lui metta in pericolo Joey forza la sua fidanzata a consegnare Mike alla polizia, che infatti lo arresta, però Joey proiettando la propria delusione su Dawson decide di lasciarlo un'altra volta.

### Terza stagione
Dopo aver trascorso l'estate a Filadelfia, Dawson torna a Capeside, il suo personaggio si evolve diventando più maturo, ora desidera vivere con più vivacità e spigliatezza, oltre a volersi distanziare dal suo amore per il cinema, specialmente dopo aver partecipato a un festival dove il documentario da lui girato non ha riscosso alcun riconoscimento, capendo che come aspirante regista è meno talentuoso di quanto credesse. Per Joey non è facile accettare quanto Dawson stia cambiando come persona, dato che ciò li sta spingendo ad allontanarsi sempre di più, Joey inoltre, pentitasi di averlo lasciato, tenta di riconquistarlo provando persino a sedurlo, ma anche se lui la ama tantissimo per adesso non ha la forza di tornare con lei ritenendo che per salvare il loro amore devono mettere un po' di distanza l'una dall'altro.
Dawson inizia a uscire con Eve, una ragazza più grande di lui, scoprendo che è venuta a Capeside per indagare sulla madre che la abbandonò, e Dawson capisce che si tratta di Helen, la madre di Jen di conseguenza lei e Eve sono sorellastre, successivamente Dawson convince Helen a confessare a Jen di aver avuto una figlia illegittima.
Quando scopre che a sua insaputa Joey e Pacey hanno intrapreso una relazione sentimentale, reagisce con rabbia e delusione, si sente tradito da Pacey che ha sempre reputato il proprio migliore amico. Avendo capito che Pacey e Joey si amano per davvero, adesso Dawson comprende che rischia di perdere Joey, tenta infatti di riconquistarla, anche a costo di rivaleggiare con Pacey, costringendo Joey a scegliere tra i due perché Dawson non è disposto a concederle la sua amicizia qualora lei non rinunci all'amore di Pacey. I genitori di Dawson tornano insieme e si risposano, mentre Joey decide di lasciare Pacey, ma durante la cerimonia matrimoniale di Mitch e Gail, inaspettatamente Dawson incoraggia Joey a tornare con Pacey, avendo capito che lei aveva scelto Dawson non tanto per amore ma solo per paura, temeva infatti perdere Dawson dato che l'affetto che li unisce è sempre stato il cardine della vita di Joey, seppur straziato dal dolore Dawson capisce che Joey ha il diritto di essere felice con Pacey.

### Quarta stagione
È l'ultimo anno di liceo, e Dawson ha trascorso una piacevole estate in compagnia di Jack e Jen, ormai ciò che desidera Dawson è diplomarsi e lasciare Capeside in modo da studiare alla scuola di cinema, principalmente per allontanarsi da Joey, per lui non è facile accettare di vederla al fianco di Pacey, anche perché non riesce a smettere di amarla. Dawson però ritrova l'amore con Gretchen, la sorella maggiore di Pacey, lei era stato il primo amore di Dawson ai tempi in cui era solo un bambino, quella con Gretchen è la sua prima relazione seria.
Dawson salva la vita a Jen e Pacey mentre i due erano intrappolati in una tempesta in pieno mare, usando lo yacht di Arthur Brooks, avendolo danneggiato, per sdebitarsi Dawson si vede costretto a lavorare a casa di Brooks come tuttofare, ciò permette comunque a lui e Pacey di riconciliarsi. Dawson scopre che Brooks era un regista, per merito suo il ragazzo ritrova il suo amore per il cinema, Dawson decide di girare un'intervista su di lui. Emerge più volte quanto Dawson ormai sia cresciuto come persona, tanto che quando Gail scopre di aspettare una bambina decidendo in un primo momento di abortire temendo che un altro figlio danneggerebbe l'equilibrio della famiglia alla luce degli errori che Gail aveva commesso, è proprio Dawson a convincerla a portare avanti la gravidanza, lui infatti non le porta rancore per gli sbagli che la madre ha fatto perché ora ha capito che tutto ciò ha soltanto reso la loro famiglia più coesa.
Brooks muore a causa del cancro al pancreas, mentre era in coma è stato Dawson a far staccare la spina, dato che legalmente era l'unico che poteva assumersi questo dovere avendo firmato una delega medica per lui tenendo presente che Brooks non aveva parenti, inoltre secondo le sue volontà testamentarie Dawson eredita da lui dei soldi che decide di dare a Joey in modo da pagarle la tassa universitaria che lei da sola non poteva coprire. Anche se Dawson desidera perdere la sua verginità con Gretchen, lei decide di lasciarlo, pur amandolo è consapevole che loro due sono destinati a lasciarsi dato che lei ha deciso di tornare all'università mentre Dawson partirà per Los Angeles così che possa studiare all'University of Southern California.
Dawson diventa fratello maggiore, infatti Gail dà alla luce la piccola Lilly, alla quale lui si affeziona subito, tra l'altro ora che la relazione tra Pacey e Joey è giunta al termine, quest'ultima fatica a reprimere il suo amore per Dawson, benché lui ritenga che entrambi debbano prendere strade diverse e separarsi.

### Quinta stagione
Dawson muove i primi passi nel mondo cinematografico, ma ciò non lo entusiasma come lui immaginava, ottiene un incarico come stagista in una produzione cinematografica venendo licenziato al primo giorno, sentendosi solo e smarrito decide di andare a Boston, ormai tutti i suoi amici, ovvero Pacey, Jen, Jack e Joey vivono lì, in realtà è quest'ultima il vero motivo per cui decide di abbandonare la scuola di cinema, infatti Dawson e Joey vogliono fare un altro tentativo per ricostruire il loro amore, anche perché Dawson non è disposto a perderla dal momento che lei è la sua anima gemella, sapendo che è quello che accadrà se continuassero a vivere due vite troppo separate.
Dawson si fa ospitare da Jack e Jen nella casa che loro condividono con Evelyn, purtroppo Mitch non riesce a celare la propria delusione, non condivide la scelta di Dawson il quale sta rinunciando alle proprie aspirazioni personali. Purtroppo Mitch muore in un incidente stradale, e ciò fa cadere Dawson nello sconforto, che si manifesta sotto forma di attacchi di panico. Benché Joey desiderasse aiutarlo a superare il dolore, più lei gli sta vicino e più la frustrazione di Dawson si acuisce, infatti è nella figura di Jen che lui riesce a trovare un po' di serenità. Dawson scopre che Mitch prima di morire aveva iscritto l'intervista che lui aveva fatto a Brooks a un film-festival che riesce persino a vincere: in uno slancio di felicità, Dawson perde la sua verginità facendo l'amore con Jen.
Dawson conosce Oliver, il quale studia alla scuola di cinema di Boston, alla quale si iscrive pure lui, Oliver gli mostra una scenografia da lui scritta e affida a Dawson la regia del film indipendente che i due girano insieme, grazie al quale trovano un agente che offre a Dawson e Oliver un lavoro a Los Angeles. Jen lascia Dawson capendo che loro due funzionano meglio come amici che come coppia, intraprende poi una breve relazione con Amy Lloyd, critica cinematografica, ma ormai la sua mente è pervasa dall'ossessione per Joey, pur essendo consapevole che il loro amore non ha fatto altro che ferire entrambi istintivamente non riesce a rinunciare a lei.
Finalmente Dawson e Joey trovano il coraggio di affrontare i loro sentimenti, Dawson tenta persino di convincerla a seguirlo a Los Angeles, ma benché entrambi si dichiarino amore reciproco, Joey ritiene necessario che si separino perché non è pronta a farsi carico delle ambizioni di Dawson, coltivando la speranza che le loro strade si incrocino in futuro.

### Sesta stagione
Dawson sta iniziando a fare carriera come regista, infatti lavora in una produzione cinematografica affiancando come aiuto-regista Todd, con il quale instaura una bella amicizia. In occasione del compleanno di Joey, va a Boston a trovarla, per tutta l'estate i due non si sono tenuti in contatto. Dawson e Joey, travolti dalla passione, fanno l'amore, ormai sembra che niente possa più osteggiare la loro relazione, ma poi Joey scopre che Dawson a sua insaputa aveva una ragazza di nome Natasha, la protagonista del film che lui e Todd stanno girando. Dawson non prova niente per Natasha, tanto che l'aveva lasciata poco dopo aver fatto l'amore con Joey, quest'ultima è l'unica che ama e desidera, ma lei trovando scorretto e ignobile il suo comportamento decide di rinunciare definitivamente al loro amore. 
Ormai appare evidente che Dawson e Joey vivono il loro sentimento in due modi diversi, infatti Dawson desiderava portarlo su un piano più realistico ma adesso ha capito che, nel limite delle sue possibilità, non è all'altezza delle aspettative che lei ha coltivato sul loro amore che Joey ha troppo idealizzato, adesso Joey ritiene che entrambi meritano di essere liberi dal legame che per tanto tempo li ha imprigionati.
Pentitosi di aver tradito Natasha, ritorna con lei, in apparenza sembra che la storia tra lei e Dawson proceda senza interferenze, ma poi lui scopre che Natasha lo tradisce con Max Winter, uno dei protagonisti del film; Natasha lascia Dawson, anche perché tra loro non c'è amore e Dawson non sarebbe in grado di affrontare una relazione priva di un legame emotivo. Todd lascia il lavoro viste le sue divergenze con la produzione, quindi a Dawson viene dato l'incarico di terminare le riprese come regista, riuscendo a completare il film anche con il sostegno di Natasha, i due si separano da buoni amici.
Dawson e Joey tornano a essere amici, inoltre lui lascia il lavoro dato che desidera girare un film ispirato alla sua adolescenza, la cui trama non è in linea con le aspettative della casa di produzione, Dawson torna a vivere a Capeside con Gail e Lilly, adesso vuole concentrarsi totalmente sulla propria carriera di regista. Dato che Pacey ha iniziato a emergere come agente di borsa, gli affida i propri risparmi chiedendogli di investirli in modo da ottenere dei profitti e finanziarsi da solo il film che desidera girare. Pacey investe i soldi su un'azienda farmaceutica che sta per lanciare sul mercato un farmaco all'apparenza remunerativo, ma la vendita non viene approvata in quanto presenta degli effetti collaterali, le azioni crollano e Dawson perde i suoi soldi. Tuttavia, con l'aiuto di Joey, Jack, Jen e Todd, gira il film che desiderava anche con mezzi limitati, inoltre Pacey gli procura dei soldi avendo trovato qualche finanziatore.
Sono trascorsi cinque anni, adesso Dawson si è affermato come produttore televisivo girando una serie ispirata alla sua gioventù chiamata Creek, torna a Capeside per il matrimonio di sua madre, Gail infatti si è risposata, e ciò gli permette di rivedere i suoi amici. Dawson e tutti gli altri scoprono che Jen è gravemente malata, quest'ultima muore, e infatti è proprio la morte di Jen che spinge Dawson ad affrontare la dura realtà della vita, ovvero che ormai la sua adolescenza è finita e che ora è un adulto che vive solo in funzione del propria carriera avendo tagliato i ponti con tutti i suoi affetti, tra cui gli amici, la famiglia e persino con Joey, che in passato era il suo punto di riferimento. Dawson e Joey capiscono che si ameranno per sempre, ma si rassegnano al fatto che il loro sentimento che supera l'amicizia e l'amore e che Joey considera "eternamente innocente" trionferà solo in un mondo che va oltre quello terreno, Joey infatti ritorna insieme a Pacey mentre Dawson rimane amico di entrambi, inoltre realizza il suo grande sogno: Steven Spielberg lo contatta perché desideroso di lavorare a un progetto con lui.